# David Hilbert
David Hilbert (Königsberg, Prusia Oriental; 23 de enero de 1862-Gotinga, Alemania; 14 de febrero de 1943) fue un matemático alemán, reconocido como uno de los más influyentes del siglo XIX y principios del XX. Estableció su reputación como gran matemático y científico inventando y desarrollando un gran abanico de ideas, como la teoría de invariantes, la axiomatización de la geometría y la noción de espacio de Hilbert, uno de los fundamentos del análisis funcional. Hilbert y sus estudiantes proporcionaron partes significativas de la infraestructura matemática necesaria para la mecánica cuántica y la relatividad general. Fue uno de los fundadores de la teoría de la demostración, la lógica matemática y la distinción entre matemática y metamatemática. Adoptó y defendió vivamente la teoría de conjuntos y los números transfinitos de Georg Cantor. Un ejemplo famoso de su liderazgo mundial en la matemática es su presentación en 1900 de un conjunto de problemas abiertos que incidió en el curso de gran parte de la investigación matemática del siglo XX.

## Vida
Hilbert nació en Königsberg, en Prusia Oriental (actual Kaliningrado, Rusia). Se graduó en el liceo de su ciudad natal y se matriculó en la Universidad de Königsberg (Albertina). En esta  se doctoró en 1885, con una disertación, escrita bajo la supervisión de Ferdinand von Lindemann, titulada Über invariante Eigenschaften specieller binärer Formen, insbesondere der Kugelfunctionen (Sobre las propiedades invariantes de formas binarias especiales, en particular las funciones circulares). Hermann Minkowski coincidió con Hilbert, en la misma universidad y momento, como aspirante a doctor, y llegaron a ser amigos íntimos, ejerciendo uno sobre el otro una influencia recíproca en varias ocasiones de sus carreras científicas.
Hilbert trabajó como profesor en la Universidad de Königsberg de 1886 a 1895, cuando, como resultado de la intervención en su nombre de Felix Klein, obtuvo el puesto de Catedrático de Matemática en la Universidad de Göttingen, que en aquella fecha era el mejor centro de investigación matemática en el mundo; aquí permanecería el resto de su vida.

## El teorema de finitud
El primer trabajo de David Hilbert sobre funciones invariantes le llevó, en 1888, a la demostración de su famoso teorema de finitud. Veinte años antes, Paul Gordan había demostrado el teorema de la finitud de generadores para formas binarias, usando un complejo enfoque computacional. Los intentos de generalizar este método a funciones con más de dos variables fallaron por la enorme dificultad de los cálculos implicados. Hilbert se dio cuenta de que era necesario seguir un camino completamente diferente. Como resultado, demostró el teorema fundamental de Hilbert: mostrar la existencia de un conjunto finito de generadores, para las invariantes cuánticas en cualquier número de variables, pero de forma abstracta. Esto es, demostró la existencia de dicho conjunto, pero no de forma algorítmica sino mediante un teorema de existencia.
Hilbert envió sus resultados a los Mathematische Annalen. Gordan, el experto en teoría de invariantes de los Annalen, no fue capaz de apreciar la naturaleza revolucionaria del teorema de Hilbert y rechazó el artículo, criticando la exposición porque era insuficientemente comprensiva. Su comentario fue: «Esto es teología, ¡no matemática!»
Klein, por otro lado, reconoció la importancia del trabajo y se aseguró de que fuese publicado sin alteraciones. Animado por Klein y los comentarios de Gordan, Hilbert extendió su método en un segundo artículo, proporcionando estimaciones sobre el grado máximo del conjunto mínimo de generadores, y lo envió una vez más a los Annalen. Tras leer el manuscrito, Klein le escribió, con estos términos: «Sin duda este es el trabajo más importante en álgebra general que los Annalen ha publicado nunca». Más adelante, cuando la utilidad del método de Hilbert había sido reconocida universalmente, el propio Gordan diría: «He de admitir que incluso la teología tiene sus méritos».

## Axiomatización de la geometría
El texto  Grundlagen der Geometrie (Fundamentos de la geometría), que Hilbert publicó en 1899, sustituye los tradicionales axiomas de Euclides por sistema formal de 21 axiomas. Evitan las debilidades identificadas en los de Euclides, cuya obra clásica Elementos seguía siendo usada como libro de texto en aquel momento.
El enfoque de Hilbert marcó el cambio al sistema axiomático moderno. Los axiomas no se toman como verdades evidentes. La geometría puede tratar de cosas, sobre las que tenemos intuiciones poderosas, pero no es necesario asignar un significado explícito a los conceptos indefinidos. Como dice Hilbert, los elementos tales como el punto, la recta, el plano y otros, se pueden sustituir con mesas, sillas, jarras de cerveza y otros objetos. Lo que se discute y se desarrolla son sus relaciones definidas.
Hilbert comienza enumerando los conceptos sin definición: punto, recta, plano, incidencia (una relación entre puntos y planos), estar entre, congruencia de pares de puntos y congruencia de ángulos. Los axiomas unifican la geometría plana y la sólida de Euclides en un único sistema.

## Los 23 problemas

Retrato de David Hilbert por Anna Gorban

Hilbert propuso una lista amplia de 23 problemas no resueltos en el Congreso Internacional de Matemáticos de París en 1900. Se reconoce de forma general que esta es la recopilación de problemas abiertos más exitosa y de profunda consideración producida nunca por un único matemático.
Tras reescribir los fundamentos de la geometría clásica, Hilbert podía haberlo extrapolado al resto de las matemáticas. Este enfoque difiere, sin embargo, de los posteriores «logicistas» Russell-Whitehead o el «formalismo matemático» de su contemporáneo Giuseppe Peano y más recientemente del «conjunto de matemáticos» Nicolas Bourbaki . La comunidad matemática al completo podría embarcarse en problemas que él identificó como aspectos cruciales en las áreas de la matemática que él consideró como claves.
Lanzó el conjunto de problemas en la conferencia "Los problemas de la matemática" presentada durante el curso del Segundo Congreso Internacional de Matemáticos celebrado en París. Esta es la introducción a la conferencia de Hilbert:
«¿Quién entre nosotros no estaría contento de levantar el velo tras el que se esconde el futuro; observar los desarrollos por venir de nuestra ciencia y los secretos de su desarrollo en los siglos que sigan? ¿Cuál será el objetivo hacia el que tenderá el espíritu de las generaciones futuras de matemáticos? ¿Qué métodos, qué nuevos hechos revelará el nuevo siglo en el vasto y rico campo del pensamiento matemático?»
Presentó menos de la mitad de los problemas en el Congreso, que fueron publicados en las actas. Extendió el panorama en una publicación posterior, con ella llegó la formulación canónica actual de los 23 Problemas de Hilbert. El texto al completo es importante, dado que la exégesis de las cuestiones puede seguir siendo materia de debate inevitable, cada vez que se preguntan cuántas han sido resueltas:
1. Problema de Cantor sobre el cardinal del continuo. ¿Cuál es el cardinal del continuo?
2. La compatibilidad de los axiomas de la aritmética. ¿Son compatibles los axiomas de la aritmética?
3. La igualdad de los volúmenes de dos tetraedros de igual base e igual altura.
4. El problema de la distancia más corta entre dos puntos. ¿Es la línea recta la distancia más corta entre dos puntos, sobre cualquier superficie, en cualquier geometría?
5. Establecer el concepto de grupo de Lie, o grupo continuo de transformaciones, sin asumir la diferenciabilidad de las funciones que definen el grupo.
6. Axiomatización de la física. ¿Es posible crear un cuerpo axiomático para la física?
7. La irracionalidad y trascendencia de ciertos números, como {\displaystyle 2^{\sqrt {2}}}, etc.
8. El problema de la distribución de los números primos.
9. Demostración de la ley más general de reciprocidad en un cuerpo de números cualesquiera.
10. Establecer métodos efectivos de resolución de ecuaciones diofánticas.
11. Formas cuadráticas con coeficientes algebraicos cualesquiera.
12. La extensión del teorema de Kronecker sobre cuerpos abelianos a cualquier dominio de racionalidad algebraica.
13. Imposibilidad de resolver la ecuación general de séptimo grado por medio de funciones de solo dos argumentos.
14. Prueba de la condición finita de ciertos sistemas completos de funciones.
15. Fundamentación rigurosa del cálculo enumerativo de Schubert o geometría algebraica.
16. Problema de la topología de curvas algebraicas y de superficies.
17. La expresión de formas definidas por sumas de cuadrados.
18. Construcción del espacio de los poliedros congruentes.
19. Las soluciones de los problemas regulares del cálculo de variaciones, ¿son siempre analíticas?
20. El problema general de condiciones de contorno de Dirichlet.
21. Demostración de la existencia de ecuaciones diferenciales lineales de clase fuchsiana, conocidos sus puntos singulares y grupo monodrómico.
22. Uniformidad de las relaciones analíticas por medio de funciones automórficas: siempre es posible uniformizar cualquier relación algebraica entre dos variables por medio de funciones automorfas de una variable.
23. Extensión de los métodos del cálculo de variaciones.
Algunos se resolvieron en poco tiempo. Otros se han discutido durante todo el siglo XX, y actualmente se ha llegado a la conclusión de que unos pocos son irrelevantes o imposibles de cerrar. Algunos continúan siendo actualmente un reto para los matemáticos.

## Formalismo
Siguiendo la tendencia que se había convertido en estándar a mitad de siglo, el conjunto de problemas de Hilbert también constituía una especie de manifiesto, que abrió la vía para el desarrollo de la escuela del Formalismo matemático, una de las tres escuelas matemáticas más importantes del siglo XX. De acuerdo al formalismo, la matemática es un juego —carente de significado— en el que uno lo practica con símbolos carentes de significado de acuerdo a unas reglas formales establecidas de antemano. Por tanto es una actividad de pensamiento autónoma. Sin embargo, hay margen para la duda al respecto de si la propia visión de Hilbert era simplistamente formalista en este sentido.

## El programa de Hilbert
En 1920 propuso de forma explícita un proyecto de investigación (en metamatemática, como se llamó entonces) que acabó siendo conocido como programa de Hilbert. Quería que la matemática fuese formulada sobre unas bases sólidas y completamente lógicas. Creía que, en principio, esto podía lograrse, mostrando que:
1. toda la matemática se sigue de un sistema finito de axiomas escogidos correctamente; y
2. se puede probar que tal sistema axiomático es consistente.

Parecía tener razones técnicas y filosóficas para formular esta propuesta. Esto afirmaba su disgusto por lo que se había dado a conocer como ignorabimus, que aún era un problema activo en su tiempo dentro del pensamiento alemán, y que podía rastrearse en esa formulación hasta Emil du Bois-Reymond.
El programa sigue siendo reconocible en la filosofía de la matemática más popular, donde se le llama normalmente formalismo. Por ejemplo, el grupo Bourbaki adoptó una versión selectiva y diluida como adecuada para los requisitos de sus proyectos gemelos de (a) escribir trabajos fundamentales enciclopédicos, y (b) dar soporte al sistema axiomático como herramienta de investigación. Este enfoque ha tenido éxito e influencia en relación con el trabajo de Hilbert en el álgebra y el análisis funcional, pero no ha conseguido cuajar igual con sus intereses en física y lógica.

### El trabajo de Gödel
Hilbert y los matemáticos de talento que trabajaron con él en esta empresa estaban dedicados al proyecto. Su intento de dar soporte a la matemática axiomatizada con principios definidos, que eliminara las incertidumbres teóricas, sucumbió en un fracaso inesperado. 
Gödel demostró que no se podía demostrar la completitud de ningún sistema formal no contradictorio que fuera suficientemente amplio para incluir al menos la aritmética, solo mediante sus propios axiomas. En 1931 su teorema de la incompletitud mostró que el ambicioso plan de Hilbert era imposible tal como se planteaba. El segundo requisito no podía combinarse con el primero de forma razonable, mientras el sistema axiomático sea genuinamente finito.
Sin embargo, el teorema de completitud no dice nada al respecto de la demostración de la completitud de la matemática mediante un sistema formal diferente. Los logros posteriores de la teoría de la demostración como mínimo clarificaron la relación de la consistencia con las teorías de interés principal para los matemáticos. El trabajo de Hilbert había empezado lógico en su camino a la clarificación; la necesidad de entender el trabajo de Gödel llevó entonces al desarrollo de la teoría de la computabilidad y después de la lógica matemática como disciplina autónoma en la década de 1930–1940. De este 'debate' nació directamente la base para la informática teórica de Alonzo Church y Alan Turing.

## La escuela de Gotinga
Entre los alumnos de Hilbert se encuentran Hermann Weyl, el campeón mundial de ajedrez Emanuel Lasker, Ernst Zermelo y Carl Gustav Hempel. John von Neumann fue asistente suyo. En la Universidad de Göttingen, Hilbert se encontró rodeado por un círculo social constituido por algunos de los matemáticos más importantes del siglo XX, como Emmy Noether y Alonzo Church.

## Análisis funcional
Alrededor de 1909, Hilbert se dedicó al estudio de ecuaciones diferenciales y ecuaciones integrales; su trabajo tuvo consecuencias directas en partes importantes el análisis funcional moderno. Para poder llevar a cabo estos estudios, Hilbert introdujo el concepto de un espacio euclídeo de infinitas dimensiones, llamado más tarde espacio de Hilbert. Su trabajo en esta parte del análisis proporcionó la base de importantes contribuciones a la física matemática en las dos décadas siguientes, aunque en direcciones que por entonces no se podían anticipar.
Más tarde, Stefan Banach amplificó el concepto, definiendo los espacios de Banach. El espacio de Hilbert es por sí misma la idea más importante del análisis funcional, que creció a su alrededor durante el siglo XX.

## Física
Hasta 1912, Hilbert fue de forma casi exclusiva un matemático «puro». Cuando planeaba hacer una visita a Bonn, donde estaba inmerso en el estudio de la física, su amigo y colega matemático Hermann Minkowski hacía chistes diciendo que tenía que pasar 10 días en cuarentena antes de poder visitar a Hilbert. En realidad, Minkowski parece ser responsable de la mayoría de investigaciones de Hilbert en física anteriores a 1912, incluido su seminario conjunto sobre el tema en 1905.
En 1912, tres años tras la muerte de su amigo, cambió su objetivo hacia este tema de forma casi exclusiva. Arregló que se le asignara un «tutor en física». Empezó estudiando la teoría cinética de los gases y pasó luego a la teoría elemental de radiación y a la teoría molecular de la materia. Incluso tras el estallido de la guerra en 1914, continuó celebrando seminarios y clases donde se seguían de cerca los trabajos de Einstein entre otros.
Hilbert invitó a Einstein a Gotinga para que impartiera una semana de lecciones entre junio y julio de 1915 sobre relatividad general y su teoría de la gravedad en desarrollo (Sauer 1999, Folsing 1998). El intercambio de ideas llevó a la forma final de las ecuaciones de campo de la Relatividad General, en concreto las ecuaciones de campo de Einstein y la acción de Einstein-Hilbert. Aunque Einstein y Hilbert no llegaron nunca a enzarzarse en una disputa pública sobre prioridad, ha habido algo de discusión sobre el descubrimiento de las ecuaciones de campo, aunque las investigaciones sobre documentación histórica, parecen confirmar que Einstein se adelantó, ya que el trabajo de Hilbert estaba incompleto. Hilbert en la versión impresa de su artículo, añadió una referencia al papel concluyente de Einstein y una concesión de la prioridad de este: "Las ecuaciones diferenciales de la gravitación que resultan están, según me parece, de acuerdo con la magnífica teoría de la relatividad general establecida por Einstein en sus trabajos posteriores "[(3), p. 404].
Además, el trabajo de Hilbert anticipó y asistió a varios avances en la formulación matemática de la mecánica cuántica. Su trabajo fue clave para el de Hermann Weyl y John von Neumann sobre la equivalencia matemática de la mecánica de matrices de Werner Heisenberg y la ecuación de onda de Erwin Schrödinger, y su espacio de Hilbert juega un papel importante en la teoría cuántica. En 1926, von Neumann mostró que si los estados atómicos se entendiesen como vectores en el espacio de Hilbert, entonces se corresponderían tanto con la teoría de función de onda de Schrödinger como con las matrices de Heisenberg.
Mediante esta inmersión en la física, trabajó en darle rigor a la matemática que la sostiene. Aunque es muy dependiente de la matemática avanzada, el físico tiende a ser «descuidado» con ella. Para un matemático «puro» como Hilbert, esto era «feo» y difícil de entender. Al empezar a comprender la física y la manera en que los físicos usaban la matemática, desarrolló una teoría matemáticamente coherente para lo que encontró, principalmente en el área de las ecuaciones integrales. Cuando su colega Richard Courant escribió el clásico Métodos de física matemática incluyó algunas ideas de Hilbert, y añadió su nombre como coautor incluso aunque Hilbert no llegó a contribuir al escrito. Hilbert dijo que «la física es demasiado dura para los físicos», implicando que la matemática necesaria estaba lejos de su alcance por lo general; el libro de Courant-Hilbert les facilitó las cosas.

## Teoría de números
Hilbert unificó el campo de la teoría algebraica de números con su tratado de 1897 Zahlbericht (literalmente 'informe sobre números'). Abatió el problema de Waring en el sentido amplio. Desde entonces tuvo poco más que decir sobre el tema; pero la emergencia de las formas modulares de Hilbert en la disertación de un estudiante implica que su nombre está más unido a un área importante.
Propuso una serie de conjeturas sobre la teoría de cuerpos de clases. Los conceptos fueron muy influyentes, y su propia contribución queda patente en los nombres del cuerpo de clase de Hilbert y el símbolo de Hilbert de la teoría local de cuerpos de clases. Los resultados sobre estas conjeturas quedaron probados en su mayoría sobre 1930, tras el importante trabajo de Teiji Takagi que lo estableció como el primer matemático japonés de nivel internacional.
Hilbert no trabajó en las áreas principales de la teoría analítica de números, pero su nombre quedó unido a la conjetura de Hilbert-Pólya, por razones anecdóticas.

## Charlas, ensayos y contribuciones misceláneas
Su paradoja del Grand Hotel, una meditación sobre las extrañas propiedades del infinito, se usa a menudo en textos populares sobre números cardinales infinitos.

## Últimos años
Hilbert vivió para ver a los nazis purgar a la mayoría de miembros facultativos sobresalientes de la Universidad de Göttingen, en 1933. Entre aquellos forzados a marcharse estuvieron Hermann Weyl, que había ocupado la cátedra de Hilbert al retirarse en 1930, Emmy Noether y Edmund Landau. Uno de los que hubo de dejar Alemania fue Paul Bernays, colaborador de Hilbert en lógica matemática y coautor con él del importante libro Grundlagen der Mathematik (que acabó presentándose en dos volúmenes, en 1934 y 1939). Esta fue una secuela del libro de Hilbert-Ackermann Fundamentos de lógica teórica de 1928.
Un año después, asistió a un banquete y lo sentaron al lado del nuevo Ministro de Educación, Bernhard Rust. Rust le preguntó: «¿Cómo va la matemática en Göttingen ahora que ha sido liberada de la influencia judía?» A lo que Hilbert contestó, «¿La matemática en Göttingen? Ya no queda nada de eso».

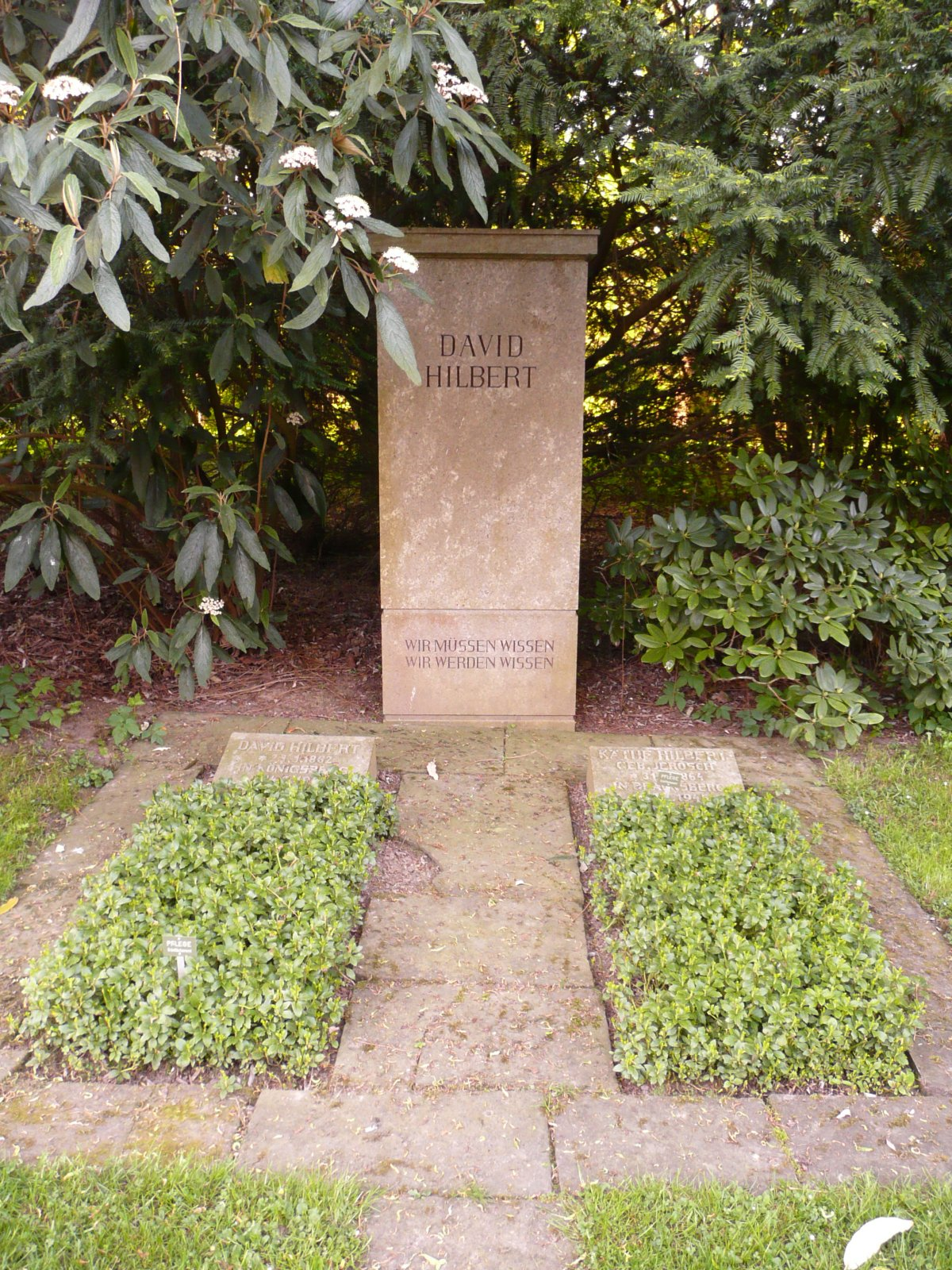
Tumba de David Hilbert en Göttingen:
Wir müssen wissen
Wir werden wissen

Para cuando Hilbert murió en 1943, los nazis habían reestructurado casi por completo la universidad, ya que mucho del personal facultativo anterior era judío o estaba casado con judíos. Al funeral de Hilbert asistió menos de una docena de personas, y solo dos de ellas eran colegas académicos.
En su tumba, en Göttingen, se puede leer su epitafio:

Debemos saber, sabremos (en alemán: Wir müssen wissen, wir werden wissen)

Irónicamente, el día antes de que Hilbert pronunciase esta frase, Kurt Gödel presentaba su tesis, que contenía el famoso teorema de incompletitud: hay cosas que sabemos que son ciertas, pero que no podemos probar.

## Eponimia
Además de numerosas entidades y teoremas matemáticos que portan su apellido, la designación de dos elementos astronómicos le rinde homenaje:
- El cráter lunar Hilbert
- El asteroide (12022) Hilbert[6]

## Véase también

8 primeros pasos de la construcción de la curva de Hilbert.

## Nota y referencias
1. ↑  Reid p. 129.
2. 1 2  Corry, Leo; Renn, Jürgen; Stachel, John (14 de noviembre de 1997). «Belated Decision in the Hilbert-Einstein Priority Dispute». Science (en inglés) 278 (5341): 1270-1273. ISSN 0036-8075. doi:10.1126/science.278.5341.1270. Consultado el 29 de julio de 2017.
3. ↑  Reid p. 205.
4. ↑  Reid p. 213.
5. ↑  Web de jpl. «(12022) Hilbert».